# Amegilla atrocincta
Amegilla atrocincta is een vliesvleugelig insect uit de familie bijen en hommels (Apidae). De wetenschappelijke naam van de soort is voor het eerst geldig gepubliceerd in 1841 door Lepeletier.
De diersoort komt voor in Zimbabwe.